# Andrés Flores Jaco
Andrés Alberto Flores Jaco (Santa Ana, 20 de enero de 1995) es un futbolista salvadoreño, juega como defensa y su actual equipo es el Club Deportivo FAS de la Liga Pepsi.

## Clubes
Actualizado al último partido jugado el 14 de noviembre de 2023.
| Asociación Deportiva Isidro Metapán · El Salvador | 1.ª                 | 2012-13             | 23  | 0 | - | - | -  | - | 23  | 0 |
| Asociación Deportiva Isidro Metapán · El Salvador | Total               | Total               | 23  | 0 | 0 | 0 | 0  | 0 | 23  | 0 |
| Club Deportivo Luis Ángel Firpo · El Salvador     | 1.ª                 | 2013-14             | 26  | 0 | - | - | 1  | 0 | 27  | 0 |
| Club Deportivo Luis Ángel Firpo · El Salvador     | Total               | Total               | 26  | 0 | 0 | 0 | 1  | 0 | 27  | 0 |
| Alianza Fútbol Club · El Salvador                 | 1.ª                 | 2014-15             | 28  | 1 | - | - | -  | - | 28  | 1 |
| Alianza Fútbol Club · El Salvador                 | 1.ª                 | 2015-16             | 36  | 0 | - | - | -  | - | 36  | 0 |
| Alianza Fútbol Club · El Salvador                 | 1.ª                 | 2016-17             | 45  | 0 | - | - | 1  | 0 | 46  | 0 |
| Alianza Fútbol Club · El Salvador                 | 1.ª                 | 2017                | 13  | 0 | - | - | 2  | 0 | 15  | 0 |
| Alianza Fútbol Club · El Salvador                 | Total               | Total               | 122 | 1 | 0 | 0 | 3  | 0 | 125 | 1 |
| Santa Tecla Fútbol Club · El Salvador             | 1.ª                 | 2018                | 15  | 0 | - | - | -  | - | 15  | 0 |
| Santa Tecla Fútbol Club · El Salvador             | 1.ª                 | 2018-19             | 30  | 0 | - | - | -  | - | 30  | 0 |
| Santa Tecla Fútbol Club · El Salvador             | 1.ª                 | 2019-20             | 26  | 0 | - | - | 4  | 1 | 30  | 1 |
| Santa Tecla Fútbol Club · El Salvador             | Total               | Total               | 71  | 0 | 0 | 0 | 4  | 1 | 75  | 1 |
| Club Deportivo FAS · El Salvador                  | 1.ª                 | 2020-21             | 29  | 0 | - | - | -  | - | 29  | 0 |
| Club Deportivo FAS · El Salvador                  | 1.ª                 | 2021-22             | 36  | 0 | - | - | 1  | 0 | 37  | 0 |
| Club Deportivo FAS · El Salvador                  | 1.ª                 | 2022-23             | 23  | 0 | - | - | -  | - | 23  | 0 |
| Club Deportivo FAS · El Salvador                  | 1.ª                 | 2023                | 3   | 0 | - | - | 2  | 0 | 5   | 0 |
| Club Deportivo FAS · El Salvador                  | Total               | Total               | 91  | 0 | 0 | 0 | 3  | 0 | 94  | 0 |
| Total en su carrera                               | Total en su carrera | Total en su carrera | 333 | 1 | 0 | 0 | 11 | 1 | 344 | 2 |
| (2) No incluye goles en partidos amistosos.       |                     |                     |     |   |   |   |    |   |     |   |

Reservas
| Club                                | País        | Año         |
| ----------------------------------- | ----------- | ----------- |
| Asociación Deportiva Isidro Metapán | El Salvador | 2010 - 2012 |

### Selección nacional
| Selección                                  | Año                 | Partidos | Goles |
| ------------------------------------------ | ------------------- | -------- | ----- |
| El Salvador Sub-20                         |                     |          |       |
| 2015                                       | 6                   | 0        |       |
| Total en su carrera                        | Total en su carrera | 6        | 0     |
| El Salvador                                |                     |          |       |
| 2016                                       | 1                   | 0        |       |
| 2017                                       | 0                   | 0        |       |
| 2018                                       | 0                   | 0        |       |
| 2019                                       | 2                   | 0        |       |
| 2020                                       | 1                   | 0        |       |
| 2021                                       | 2                   | 0        |       |
| Total en su carrera                        | Total en su carrera | 6        | 0     |
| Estadísticas hasta el 29 de marzo de 2021. |                     |          |       |

### Palmarés
| Título           | Club           | País        | Torneo        |
| ---------------- | -------------- | ----------- | ------------- |
| Primera División | Isidro Metapán | El Salvador | Apertura 2012 |
| Primera División | Alianza        | El Salvador | Apertura 2015 |
| Primera División | Santa Tecla    | El Salvador | Apertura 2018 |
| Copa El Salvador | Santa Tecla    | El Salvador | 2018-19       |
| Primera División | FAS            | El Salvador | Clausura 2021 |
| Primera División | FAS            | El Salvador | Apertura 2022 |